# Cruise LLC

Logo

Cruise LLC ist ein US-amerikanisches Unternehmen für selbstfahrende Autos mit Hauptsitz in San Francisco, Kalifornien, das 2013 von Kyle Vogt und Dan Kan gegründet wurde. Es ist ein Tochterunternehmen von General Motors (GM) und testet und entwickelt Technologien für autonomes Fahren.
In einer Studie des Center of Automotive Management aus dem Jahr 2021 wurde Cruise als das viertfortschrittlichste Unternehmen im Bereich des autonomen Fahrens bewertet, nach Waymo, Mobileye und Zoox.

## Geschichte
Nach dem erfolgreichen Abschluss am Gründerzentrum Y Combinator, einem Startup-Beschleuniger, der aufstrebende Unternehmer berät, wurde Cruise im März 2016 von GM übernommen. Bei der Übernahme hatte Cruise etwa 40 Mitarbeiter. In einem Interview von September 2016 mit Darrell Etherington auf der TechCrunch-Disrupt-Konferenz in San Francisco bestätigte Vogt, dass das Unternehmen über 100 Mitarbeiter hat. Die aktuelle Mitarbeiterzahl von Cruise ist nicht bekannt, wobei mehrere Medien berichteten, dass das Unternehmen weiterhin schnell wachse. Im Juni 2017 gab Mary Barra an, dass Cruise knapp 200 Mitarbeiter habe.

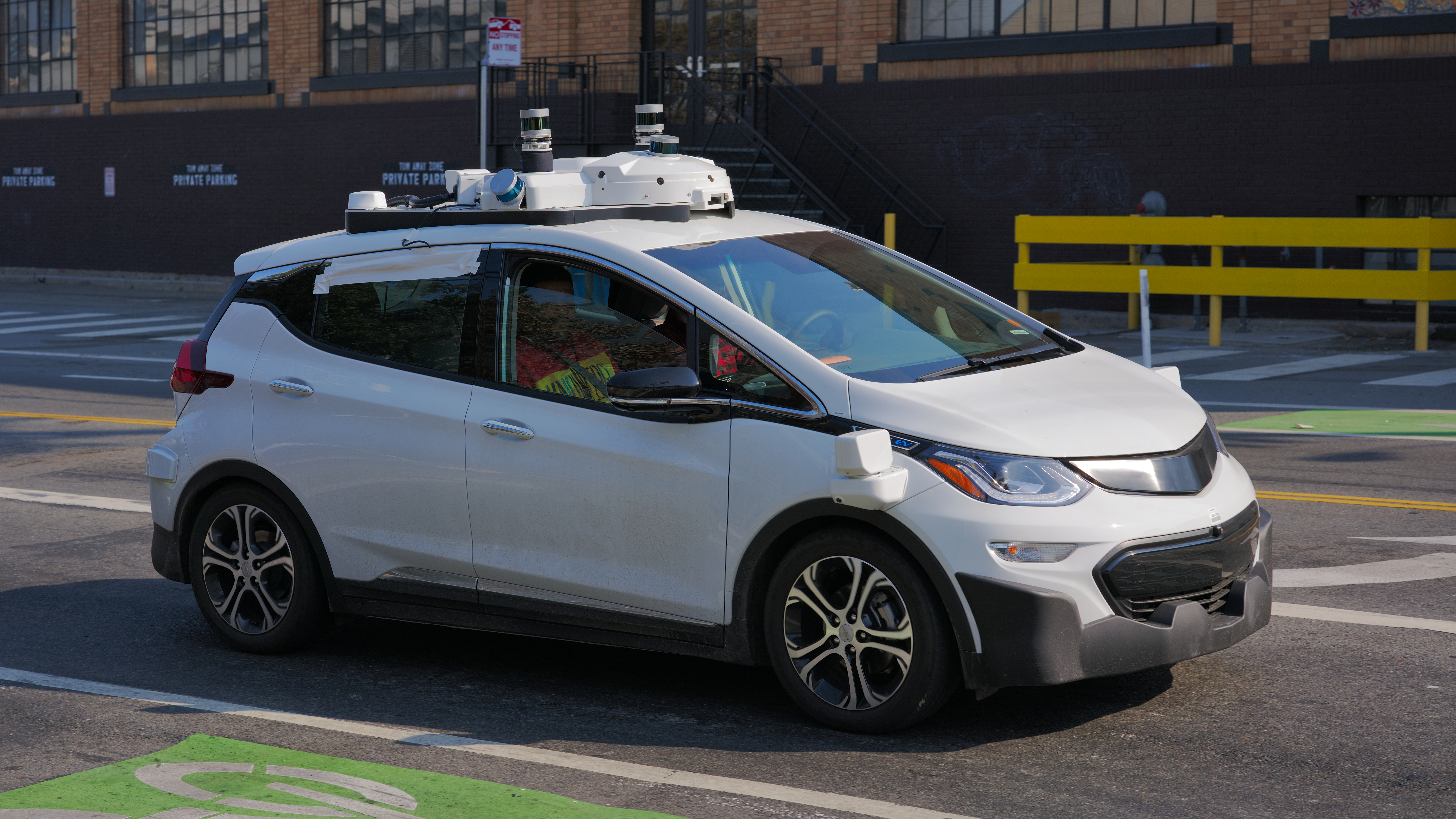
Ein G3 Cruise AV auf der Basis des Chevrolet Bolt bei der Erprobung in San Francisco. Das Fahrzeug ist mit zahlreichen Lidar-Sensoren von Velodyne ausgestattet.

Ursprünglich konzentrierte sich Cruise auf die Entwicklung von Bausätzen zur Nachrüstung von Fahrzeugen mit begrenzten Selbstfahrfähigkeiten. Im Jahr 2015 änderte Cruise seine Strategie und begann mit der Entwicklung von Software für vollständig selbstfahrende Fahrzeuge. Die Markenphilosophie fordert Autobesitzer dazu auf, ihr Fahrzeug gemeinsam zu nutzen, um Umweltschäden, die Zahl der Unfälle und Staus in Großstädten zu reduzieren. Seitdem Cruise Teil von GM ist, arbeitete das Unternehmen an der Entwicklung von Soft- und Hardware für vollständig autonome Fahrzeuge unter Verwendung eines modifizierten Chevrolet Bolt.
Im Oktober 2020 erteilte das California Department of Motor Vehicles Cruise eine Genehmigung für die Erprobung vollständig autonomer Fahrzeuge auf öffentlichen Straßen. Cruise begann im Dezember 2020 mit der Erprobung von selbstfahrenden Autos ohne einen menschlichen Sicherheitsfahrer auf den Straßen San Franciscos. Im August 2023 wurde Cruise und Waymo die Genehmigung erteilt, im Stadtgebiet von San Francisco uneingeschränkt autonome Taxifahrten ohne begleitenden Fahrer anzubieten.
Nach zwei Unfällen mit Fußgängern darf Cruise vorerst keine autonom fahrenden Autos mehr auf die Straßen von San Francisco lassen. Die kalifornische Verkehrsbehörde setzte am 24. Oktober 2023 die entsprechende Erlaubnis unbefristet aus mit der Begründung, die Fahrzeuge seien nach Einschätzung der Behörde nicht sicher genug. Tests mit Sicherheitsfahrern am Steuer seien nicht betroffen.
Im November 2023 berichtete die FAZ, dass nach den Vorfällen der Mutterkonzern General Motors auch die Produktion einer zukünftigen Fahrzeug-Generation ohne Lenkrad und Pedale aussetze. Nach der Fertigung von Vorserien-Fahrzeugen werde die Produktion der Fahrzeuge mit dem Namen "Origin" vorläufig gestoppt.